# الوال
الوال (به انگلیسی: Alwal) یک منطقهٔ مسکونی در هند است که در آندرا پرادش واقع شده‌است.